# Refuge d'oiseaux migrateurs de l'Île-à-la-Brume
Le refuge d'oiseaux migrateurs de l'Île-à-la-Brume est une aire protégée du Canada et l'un des 28 refuges d'oiseaux migrateurs situés dans la province de Québec. Ce refuge a pour mission de protéger une aire de nidification importante pour l'Eider à duvet et les autres oiseaux marins.

## Géographie
Le refuge de 37,79 km2 est située à Côte-Nord-du-Golfe-du-Saint-Laurent, dans la municipalité régionale de comté du Golfe-du-Saint-Laurent. De cette superficie, 2,77 km2 sont situés en milieu terrestre et 35,02 km2 en milieu marin.
Le refuge contient des dizaines d'îles et d'îlots en plus de l'île à la Brume. La limite de l'aire protégée comprend un rayon de trois kilomètres autour de cette île à l’exception de la limite nord, qui est un peu plus grande. 
La végétation des îles est composé de toundra et de conifères rabougris. Peu de végétation pousse sur l'île à la Brume, qui est constamment balayer par les vents.

## Avifaune
La mission du refuge d'oiseaux migrateurs de l'Île-à-la-Brume est de protéger une importante aire de nidification d'eider à duvet, qui était estimée à 500 couples en 2015. Le second oiseau à y nidifier en importance est le goéland hudsonien, avec 110 couples. On y retrouve aussi le goéland marin, le goéland à bec cerclé, le guillemot à miroir, le petit pingouin, le plongeon catmarin et la sterne pierregarin et la sterne arctique. Il s'agit finalement du seul lieu de nidification connu au Québec de la sterne caspienne, bien que sa présence soit sporadique depuis 1995.